# Lijst van voetbalinterlands Brazilië - Rusland
Deze lijst van voetbalinterlands is een overzicht van alle officiële voetbalwedstrijden tussen de nationale teams van Brazilië en Rusland. De landen speelden tot op heden zes keer tegen elkaar. De eerste ontmoeting, een groepswedstrijd tijdens het Wereldkampioenschap voetbal 1994, werd gespeeld in Palo Alto (Verenigde Staten) op 20 juni 1994. Het laatste duel, een vriendschappelijke wedstrijd, vond plaats op 23 maart 2018 in Moskou.

## Wedstrijden
| № | Plaats    | Datum            | Competitie        | Wedstrijd          | Uitslag |
| - | --------- | ---------------- | ----------------- | ------------------ | ------- |
| 1 | Palo Alto | 20 juni 1994     | WK 1994           | Brazilië – Rusland | 2 – 0   |
| 2 | Moskou    | 28 augustus 1996 | Vriendschappelijk | Rusland – Brazilië | 2 – 2   |
| 3 | Fortaleza | 18 november 1998 | Vriendschappelijk | Brazilië – Rusland | 5 – 1   |
| 4 | Moskou    | 1 maart 2006     | Vriendschappelijk | Rusland – Brazilië | 0 – 1   |
| 5 | Londen    | 25 maart 2013    | Vriendschappelijk | Brazilië – Rusland | 1 – 1   |
| 6 | Moskou    | 23 maart 2018    | Vriendschappelijk | Rusland – Brazilië | 0 – 3   |

## Samenvatting
| Competitie        | Totaal gespeeld | Winst Brazilië | Gelijk | Winst Rusland | Doelsaldo Brazilië – Rusland |
| ----------------- | --------------- | -------------- | ------ | ------------- | ---------------------------- |
| WK-eindronde      | 1               | 1              | 0      | 0             | 2 − 0                        |
| Vriendschappelijk | 5               | 3              | 2      | 0             | 12 − 4                       |
| Totaal            | 6               | 4              | 2      | 0             | 14 − 4                       |

Wedstrijden bepaald door strafschoppen worden, in lijn met de FIFA, als een gelijkspel gerekend.

## Details

### Eerste ontmoeting
| WK 1994 (Palo Alto, Verenigde Staten, 20 juni 1994): |       |         |
| Brazilië                                             | 2 – 0 | Rusland |
| Romário de Souza Faria 27' Raí 53' (pen.)            | goals |         |

### Tweede ontmoeting
| Vriendschappelijk (Moskou, Rusland, 28 augustus 1996): |       |                                 |
| Rusland                                                | 2 – 2 | Brazilië                        |
| Joeri Nikiforov 18' (pen.) Vladislav Radimov 80'       | goals | 47' Donizete 85' (pen.) Ronaldo |

### Derde ontmoeting
| Vriendschappelijk (Fortaleza, Brazilië, 18 november 1998):                                    |       |                            |
| Brazilië                                                                                      | 5 – 1 | Rusland                    |
| Giovane Élber 3' Márcio Amoroso 19' Rivaldo 44' (pen.) Marcos Assunçao 59' Márcio Amoroso 71' | goals | 66' (pen.) Oleg Kornaukhov |

### Vijfde ontmoeting
| Vriendschappelijk (Londen, Verenigd Koninkrijk, 25 maart 2013): |       |                      |
| Brazilië                                                        | 1 – 1 | Rusland              |
| Fred 90'                                                        | goals | 73' Viktor Fajzoelin |

### Zesde ontmoeting
| Vriendschappelijk (Moskou, Rusland, 23 maart 2018): |       |                                                       |
| Rusland                                             | 0 – 3 | Brazilië                                              |
|                                                     | goals | 53' Miranda 62' (pen.) Philippe Coutinho 66' Paulinho |